# Vinko Paletin
Vinko Paletin (Korčula, 1508. – Korčula, oko 1575.) je bio hrvatski pomorac, konkvistador, kartograf, izumitelj, pisac i prevoditelj i diplomat iz redova dominikanaca. 
Studirao je na Bolonjskom sveučilištu. Na studij ga je poslao Francesco Romeo de Castiglione, vrhovni starješina dominikanskog reda, koji 13. listopada 1546. »brata Vinka, Dalmatinca iz Korčule, člana Meksičke provincije sv. Jakova, iz samostana sv. Dominika u Meksiku« na studij bogoslovlja u Bolognu. Pretpostavlja s da je Paletin ondje zaređen za svećenika. Vinku Paletinu se 24. siječnja 1548. dopustilo da honorare od propovijedanja i drugih oblika svećeničkog djelovanja može zadržati za cijelo vrijeme svojih studija u glavnom gradu Emilije. Rujna 1549. postigao je bakalaureat iz teologije i pravo inkorporacije u sveučilište po osobnom izboru. 
Pripadao je redu dominikanaca Dalmatinske (dominikanske) provincije. Završio je studij teologije u Bologni. Izradio je globus i zemljopisnu kartu Španjolske. Pisao je o ratu Španjolaca u srednjoj Americi (djelo Incipit prohemium in tractatum de jure et justitia belli, quod habent reges Castellae et Legionis in regionibus occidentalis Indiae, quam quidam novum apellant orbem, ad Serenissimum Caesarem ac potentissimum Regem Philipum, Regem Hispaniae, Angliae etc. editum per Reverendum Patrem Fratrem Vincentium Paletinum Corzulensem, natione Dalmatam, ordinis Sancti Dominici et sacrae theologiae baccalaureum, kraćeg naslova De Jure et Justitia belli contra Indos ad Philip(pum) II. Hisp(aniae) Regem). Potonje djelo na hrvatski su preveli F. Šanjek i M. Polić Bobić (Vinko Paletin — Rasprava o pravu i opravdanosti rata, 1994.). 
Prevodio je priručnike o navigaciji. Po nacinalnosti bio je Hrvat. Na foliji djela stoji Fra Vinc(entius) Paletinus Corzulensis Natione Dalmata.
U spisu De iure belli ukratko govori o podrijetlu i izgledu monumentalnih građevina Chichen–Itze. Zanimljivo je da Paletin svoja proučavanja temelji na pisanim vrelima (Aristotela, Diodora Sicilskog i Plinija Starijeg), svjedočanstvu lokalnog stanovništva i vlastitim zapažanjima. Osnovna mu je teza da su graditelji ovih veličanstvenih zdanja potomci starih Kartažana, koji su prema antiknim svjedočanstvima u davna vremena prešli Herkulove stupove (Gibraltar) i nakon trideset do četrdeset dana plovidbe stigli do velikih otoka koje su prozvali Hesperidima (tj. Zapadnim otocima, prema grčkoj imenici Hespera, Zapad). 
Novum u spoznajama o Vinku Paletinu dogodio se objavljivanjem knjige španjolskog dominikanca, profesora, istraživača i pisca, odličnog poznavatelja razdoblja španolske conquiste Isacia Péreza Fernandeza pod nazivom Ime, život i avanture 'anonimnog osvajača' Vinka Paletina iz Korčule, autora Izvješća o Novoj Španjoslkoj. Knjigu je u hrvatskom prijevodu Tuge Tarle objavila Matica hrvatska 2018.godine iako još nije objavljena u izvorniku na kastiljskom jeziku. U spomenutom djelu fra. Isacio Pérez Fernandez dokazuje da je knjiga koja do danas slovi kao djelo "anonimnog osvajača" djelo našega Korčulanina, Vinka Paletina. Time osoba Vinka Paletina dobiva istaknuto mjesto u kulturnoj baštini Hrvatske i Europe. Riječ je o djelu Izvješće o nekim stvarima u Novoj Španjolskoj i o velikom gradu Temistitan-Meksiku koje je sastavio jedan plemić u pratnji gospodara Hernána Cortésa. Djelo je prvi puta tiskano 1556. godine u Veneciji u III. svesku iz kolekcije Giovani Battista Ramusia (o drevnim putovanjima). Treći svezak (posvećen Americi) tiskan je 1556, 1565. i 1606. godine. Ramusio (1487–1557) je bio venecijanski intelektualac koji je od mladosti obnašao javne dužnosti u svojoj domovini, sve do imenovanja na položaj tajnika Vijeća desetorice.
Navedeni podaci preuzeti su iz djela Ime, život i avanture 'anonimnog osvajača' Vinka Paletina iz Korčule, autora Izvješća o Novoj Španjoslkoj Isacia Péreza Fernanreza. 
Paletinov opis pretkolumbovskih spomenika na Yucatanu predstavlja prvorazredno svjedočanstvo o kulturnim dostignućima Maya i njihovoj civilizaciji. O podrijetlu ovih velebnih zdanja Paletin se više puta raspitivao u tamošnjih Indijanaca. Pozivajući se na vrlo staru predaju, ovi su mu ispripovjedili da su u njihove krajeve mnogo prije Europljana »brodovima iz velike daljine doplovili bradati ljudi, kao što su (oni) i nalik (njima, Europljanima). 

## Djela
Pisao je na latinskom,talijanskom i španjolskom jeziku.
- De iure belli adversus infideles occidentalis Indiae (1557./58.), rasprava
- Relatione di alcune cose della Nuova Spagna et della gran citta di Temestitan Messico Ramusio (Venetia 1556.).
- Re institutione rectae gubernationis (ovo djelo je izgubljeno)

## Prijevodi
- Preveo je na talijanski djelo Arte de navegar Pedra de Medine (Umijeće plovidbe, prvi europski priručnik nautike. Prijevod je objavljen u Valladolidu 1545. godine)

Djela o Vinku Paletinu:
- Franjo Šanjek: Vinko Paletin, CCC, 2/1978, str. 102–127
- Franjo Šanjek: Prilozi za biografiju Vinka Paletina, CCP, 9/1982, str. 94–95.
- Isacio Pérez Fernandez: Ime, život i avanture 'anonimnog osvajača' Vinka Paletina iz Korčule, autora Izvješća o Novoj Španjolskoj (originalni naslov glasi: Nombre, vida y aventuras del "conquistador anonimo" Vinko Paletin de Korcula, O. P., autor de la Relacion de la Nueva España. U originalnoj verziji, nevedeno djelo nalazi se još u rukopisu, ali je, zahvaljujući ljubaznosti i povjerenju autora, 2018. objavljeno u prijevodu Tuge Tarle, u izdanju Matice hrvatske na hrvatskom jeziku.